# Jean-Marie Matte
Jean-Marie Matte est un homme d'affaires et un homme politique québécois. Il a été le chef de l'Opposition officielle du parti politique municipal du Renouveau municipal de Québec à la ville de Québec (Canada) de décembre 2007 à septembre 2008. Il a été président du défunt arrondissement Laurentien et le conseiller du district de Val-Bélair. Il a été battu aux élections municipales du 1er novembre 2009.